# 束草駅
束草駅 （ソクチョえき）は、大韓民国江原道束草市にかつて存在した駅である。

## 利用可能な路線
- 東海北部線 (復旧工事中)
- 春川束草線 (新規工事中)
  - 朝鮮戦争後に韓国領内の江陵駅 - 当駅間を建設させる計画があったが中止になった。

## 駅周辺
廃駅以降も駅舎はダンスホール、教育施設、レンガ工場として活用されたが、1978年4月10日に撤去された。なお2005年に別の場所で建築された束草市立博物館内に束草駅舎が再現されている。

## 歴史
- 1937年12月1日 - 朝鮮総督府鉄道の東海北部線として開業。
- 1945年 - 朝鮮民主主義人民共和国鉄道省の管理となる
- 1950年7月 - 朝鮮戦争により営業中止。
- 1953年7月31日 - 韓国国土交通部の管理のもと再開業。但し実際の列車運行はなされなかった。
- 1967年1月1日 - 正式に廃駅。
- 1978年4月10日 - 駅舎撤去。
- 2027年 - 韓国鉄道公社による東海北部線の復旧、春川束草線の新規開通によりターミナル駅として再開業予定。

## 隣の駅
東海北部線
大浦駅 - 束草駅 - 天津里駅